# Acid Test
Acid Test es un test en el que pone a prueba los navegadores para saber si cumple los estándares web.

## Versiones
Hay 3 versiones: Acid1, Acid2 y Acid3
- Acid1 fue importante para establecer una base de referencia para la interoperabilidad de los primeros navegadores web, especialmente para las especificaciones Cascading Style Sheets 1.0.
- Acid2 prueba aspectos de marcas HTML, estilo CSS, imágenes PNG, y data URIs.
- Acid3 se centra básicamente en javascript y webs 2.0.[1]

## Historia
El test Acid1 se desarrolló en octubre de 1998 y fue importante para establecer una base de referencia para la interoperabilidad de los primeros navegadores web, especialmente para las especificaciones Cascading Style Sheets 1.0.
Acid2 se desarrolló 13 de abril de 2005 fue propuesto inicialmente por Håkon Wium Lie, CTO de la compañía Opera Software, y creador del ampliamente utilizado estándar web de hojas de estilo en cascada. En un artículo de 16 de marzo de 2005, Lie expresó su consternación porque Microsoft Internet Explorer no soportaba correctamente los estándares web y por lo tanto no era completamente interoperable con otros navegadores. Anunció que Acid2 sería un desafío para que Microsoft consiguiera con Internet Explorer 7, entonces en desarrollo, un grado más alto de conformidad con los estándares que las versiones anteriores. La prueba original Acid1 obligó a que los desarrolladores corrigieran sus aplicaciones o hicieran frente a la vergüenza; Lie esperó que Acid2 hiciera lo mismo.
El 3 de marzo de 2008 fue lanzado Acid3 siendo una evolución de Acid2.